# Філіпп Херревеге
Філіпп Херревеге (нід. Philippe Herreweghe, * 2 травня 1947) — бельгійський диригент, представник руху автентичного виконавства.

## Біографія і музична кар'єра
Народився в Генті. Навчаючись у Гентському університеті, Херревеге поєднував дослідження в медичній науці і психіатрії з музичною освітою в Гентській консерваторії, де він вчитися грі на фортепіано з Марселем Газель, що був концертмейстером Ієгуді Менухіна. В цей же період він почав диригувати і у 1970 році заснував Collegium Vocale Gent і залишив медицину. Дуже скоро Ніколаус Арнонкур і Густав Леонгардт звернули увагу на його музичний підхід і запросили його разом з Collegium Vocale Gent приєднатися до них у їх записі кантат Баха.
Підхід Херревеге до барокової музики отримав широке визнання, і в 1977 році він заснував ще ансамбль в Парижі під назвою La Chapelle Royale, що виконував музику французької Золотої Епохи. З тих пір він заснував кілька інших групи та ансамблів, у репертуарі яких була музика від епохи Відродження і до сучасної музики, у числі яких були: ансамбль Vocal Européen, що спеціалізувався на Ренесансній поліфонії, і Orchestre des Champs-Élysées, заснований в 1991 році і покликаний відродити репертуар романтичної і передромантичної епохи на оригінальних інструментах.
Херревеге найбільш відомий як диригент музики Йоганна Себастьяна Баха. Він вважається батьком-засновником барокової автентичної практики.
Як запрошений диригент, Філіпп Херревеге виступав у ряді відомих оркестрів, включаючи Оркестр Консертгебау, Симфонічний оркестр Ставангера, Роттердамський філармонічний оркестр, Dutch Broadcasting Orchestra, Камерний оркестр Малера, берлінський і віденський філармонічні оркестри і Королівський філармонічний оркестр Фландрії. З 1998 по 2002 рік, він був головним диригентом Королівського філармонічного оркестру Фландрії.

## Вибрана дискографія
- Орландо ді Лассо. Moduli Quinis Vocibus (1979)
- Йоганн Себастьян Бах. 4 короткі меси. Меса сі мінор. Кантати  BWV39, 73, 93, 105, 107, 131. Virgin Classics 1990,1991.
- Карл Філіпп Емануель Бах. Die Auferstehung und Himmelfahrt Jesu, Virgin Classics
- Йоганнес Брамс. Німецький реквієм, Harmonia Mundi, 1996
- Моцарт. Реквієм, Collegium Vocale and La Chapelle Royale, Harmonia Mundi, 1997
- Бах. Магніфікат, La Chapelle Royale, Harmonia Mundi, 1999
- Бах. Страсті за Матвієм. Collegium Vocale, Harmonia Mundi, 1999
- Жан-Філіп Рамо.  Les Indes Galantes, La Chapelle Royale, Musique d'Abord, 2000
- Бах. Пристрасті по Іоанну (St John Passion), Collegium Vocale, Harmonia Mundi, 2003
- Людвіг ван Бетховен. Симфонія № 9, Harmonia Mundi, 2003
- Крістобаль де Моралес. Live @ The V. Sessions, video recording, 2009
- Бетховен. Симфонія № 9, Pentatone, 2010

## Визнання
У 1990 році європейська преса назвала Херревеге «музичною особистістю року», в 1993 році він і його Collegium Vocale були названі посланниками культури Фландрії. Кавалер ордена мистецтв і літератури (1994), почесний доктор Льовенського католицького університету (1997), кавалер ордена почесного легіона (2003).